# Koninklijke Nederlandse Akademie van Wetenschappen

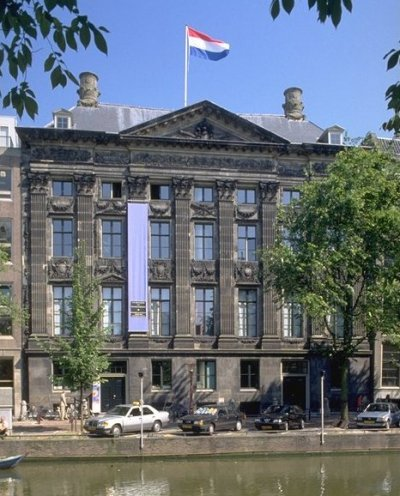
Il Trippenhuis a Amsterdam, sede della KNAW

La Koninklijke Nederlandse Akademie van Wetenschappen,  in acronimo KNAW, ("Accademia reale delle arti e delle scienze dei Paesi Bassi"), è un'associazione di scienziati olandesi. Dal 1812 ha sede presso la  Trippenhuis di Amsterdam, costruita per la ricca famiglia di mercanti e politici Trip nel 1660-1662 e sede del  Rijksmuseum dal 1816 al 1885.

## Storia
L'Accademia venne fondata da Luigi Bonaparte il 4 maggio 1808 come Koninklijk Instituut van Wetenschappen, Letterkunde en Schoone Kunsten (Istituto reale di scienze, lettere e arti).
Il suo primo presidente fu il matematico e fisico Jan Hendrik van Swinden (1746-1823).

## Struttura
I membri sono scelti per cooptazione a vita, in base al loro curriculum scientifico con l'obbligo di avere meno di 65 anni. L'appartenenza è considerata un grande onore. Partecipano spesso alla vita culturale dell'accademia anche membri che si sono ritirati al superamento dei 65 anni e membri di origine straniera.
L'Accademia è costituita da due divisioni:
- scientifica (matematica, fisica, astronomia, scienze naturali e scienze ingegneristiche), 110 membri
- umanistico-sociale (studi umanistici, legge, scienze del comportamento, scienze sociali), 90 membri.

## Ruolo
L'Accademia figura fra gli enti pubblici per la ricerca scientifica, assieme alla Nederlandse Organisatie voor Wetenshappelijk Onderzoek (Organizzazione Olandese per la Ricerca Scientifica, abbreviata in NWO) e l'Organizzazione Olandese per la Ricerca Applicata (TNO).
L'Accademia fornisce consulenza al governo dei Paesi Bassi sulle questioni scientifiche, ma talvolta anche su tematiche più tecniche e politiche quali le carriere accademiche o la partecipazione del paese a grandi progetti internazionali. L'Accademia offre avvisi (richiesti e non richiesti) anche al parlamento, ai ministeri, alle università e agli istituti di ricerca, alle agenzie di finanziamento e alle organizzazioni internazionali.